# Citheronia mogya
Citheronia mogya är en fjärilsart som beskrevs av William Schaus 1920. Citheronia mogya ingår i släktet Citheronia och familjen påfågelsspinnare. Inga underarter finns listade i Catalogue of Life.